# Louise de Guéhéneuc
Louise Antoinette Scholastique de Guéhéneuc, coniugata Lannes, duchessa di Montebello (Parigi, 26 febbraio 1782 – Parigi, 3 luglio 1856), è stata una nobildonna francese.

## Biografia
Era la figlia del senatore François Scholastique, conte di Guéhéneuc, e di sua moglie, Marie Louise Henriette Crépy. Era la sorella del generale Charles Louis Joseph Olivie.

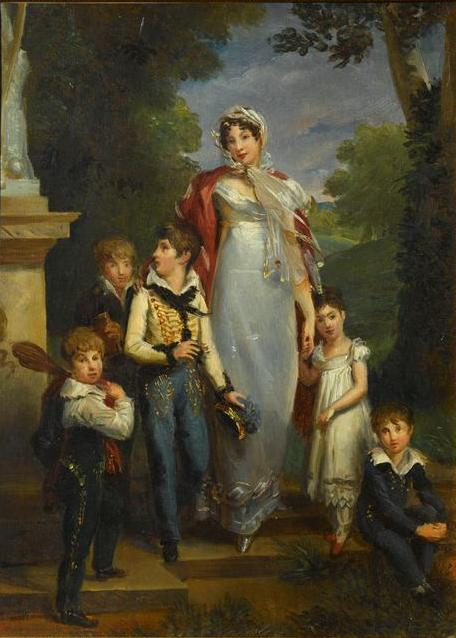
Ritratto della duchessa di Montebello, François Gérard, 1818, Musée de l'Histoire de France (Versailles).

## Matrimonio
Sposò, il 16 settembre 1800 a Dornes, il generale di brigata Jean Lannes (1769-1809), che aveva divorziato dalla sua prima moglie adultera. Ebbero cinque figli:
- Napoléon (30 luglio 1801-18 luglio 1874), sposò Eleonor Jenkinson, ebbero sette figli;
- Alfred (11 luglio 1802-20 giugno 1861), sposò Marie Augustine Mathilde Périer, ebbero un figlio;
- Jean Ernest (20 luglio 1803-24 novembre 1882), sposò Mary Boddington, ebbero sei figli;
- Gustave Olivier (4 dicembre 1804-29 agosto 1875), sposò Adrienne de Villeneuve-Bargemont, ebbero due figli;
- Louise (4 marzo 1806-8 novembre 1889), sposò Hippolyte Boissel, barone Monville.

Ha vissuto una vita felice e soddisfatta per 9 anni. Ma la sua felicità è stata brutalmente interrotta nel 1809 per la morte di suo marito che amava teneramente. Aveva ricevuto una formazione eccellente e brillò come ambasciatrice di Francia alla corte del Portogallo.

## Dama d'onore
Pochi mesi dopo, Napoleone la nominò alla carica di dama d'onore dell'imperatrice Maria Luisa.
La duchessa di Montebello è stata una scelta eccellente. Era giovane, bella, perfetta e vedova di un generale dell'esercito, deceduto sul campo di battaglia.
Il suo primo dovere era quello di andare a Braunau am Inn, il confine con la Baviera, per ricevere l'arciduchessa. Durante il viaggio di ritorno via Strasburgo, non poté resistere al desiderio di vedere il corpo imbalsamato di suo marito, che era in attesa, in una cripta, del suo trasporto solenne a Parigi.
Ben presto le due donne divennero amiche, inseparabili. Si diffuse la voce che Maria Luisa, svogliata e senza carattere, era interamente governata da Louise e Napoleone si offese molto.
Dopo la caduta dell'Impero, si ritirò, senza rimpianto, a vita privata.
Nel 1818, ha venduto il Château de Maisons al famoso banchiere Jacques Laffitte. Nel 1819, ha donato alla città di Lectoure il palazzo vescovile diventando proprietà nazionale e oggi ospita il municipio.